# Zuzana Ondrášková
Zuzana Ondrášková (Opava, 3 mei 1980) is een voormalig tennisspeelster uit Tsjechië. Zij begon met tennis toen zij acht jaar oud was. Haar favoriete ondergrond is gravel. Zij speelt rechtshandig en heeft een tweehandige backhand. Zij was actief in het proftennis van 1995 tot en met 2012. Haar hoogste notering op de WTA-ranglijst in het enkelspel is de 74e plaats, die zij bereikte in februari 2004.
Op de WTA-tour wist zij geen enkelspeltitel te behalen. Zij bereikte wel de finale in het toernooi van Praag in 2005. Zij verloor deze van de Russin Dinara Safina. Wel won zij twintig titels in het enkelspel op het ITF-circuit.
Ondrášková was weinig actief in het dubbelspel.

## Posities op deWTA-ranglijst
Positie per einde seizoen:
| jaartal | ranking enkelspel | ranking dubbelspel |
| ------- | ----------------- | ------------------ |
| 1997    | 809               | 878                |
| 1998    | 296               | 414                |
| 1999    | 272               | 414                |
| 2000    | 212               | 465                |
| 2001    | 196               | –                  |
| 2002    | 128               | –                  |
| 2003    | 87                | 319                |
| 2004    | 143               | 541                |
| 2005    | 78                | 832                |
| 2006    | 108               | 967                |
| 2007    | 139               | –                  |
| 2008    | 189               | –                  |
| 2009    | 180               | –                  |
| 2010    | 84                | –                  |
| 2011    | 433               | –                  |
| 2012    | 1119              | –                  |

## Palmares
| Legenda                |
| ---------------------- |
| Grandslamtoernooi      |
| Olympische Spelen      |
| Year-End Championships |
| Tier I                 |
| Tier II                |
| Tier III               |
| Tier IV & V            |

### WTA-finaleplaatsen enkelspel
| nr.              | finaledatum | toernooi  | ondergrond | tegenstandster | score    |         |
| ---------------- | ----------- | --------- | ---------- | -------------- | -------- | ------- |
| gewonnen finales |             |           |            |                |          |         |
| geen             |             |           |            |                |          |         |
| verloren finales |             |           |            |                |          |         |
| 1.               | 2005-05-15  | WTA Praag | gravel     | Dinara Safina  | 6-7, 3-6 | details |

## Prestatietabel grandslamtoernooien
| Legenda | Legenda                          |
| ------- | -------------------------------- |
| g.t.    | geen toernooi gehouden           |
| l.c.    | lagere categorie                 |
| –       | niet deelgenomen                 |
| G       | uitgeschakeld in de groepsfase   |
| 1R      | uitgeschakeld in de eerste ronde |
| 2R      | uitgeschakeld in de tweede ronde |
| 3R      | uitgeschakeld in de derde ronde  |
| 4R      | uitgeschakeld in de vierde ronde |
| KF      | uitgeschakeld in de kwartfinale  |
| HF      | uitgeschakeld in de halve finale |
| F       | de finale verloren               |
| W       | het toernooi gewonnen            |
| w-v     | winst/verlies-balans             |

### Enkelspel
| Toernooi        | 2002 | 2003 | 2004 | 2005 | 2006 | 2007 | 2008 | 2009 | 2010 | 2011 |
| --------------- | ---- | ---- | ---- | ---- | ---- | ---- | ---- | ---- | ---- | ---- |
| Australian Open | –    | –    | 1R   | 1R   | 2R   | 2R   | –    | –    | –    | 1R   |
| Roland Garros   | –    | 2R   | –    | –    | 2R   | 1R   | –    | 1R   | –    | 1R   |
| Wimbledon       | 1R   | 1R   | –    | 1R   | –    | 1R   | 1R   | –    | –    | 1R   |
| US Open         | –    | 1R   | –    | 1R   | 1R   | –    | –    | –    | 1R   | –    |

### Vrouwendubbelspel
| Toernooi        | 2005 | 2006 |    | 2011 |
| --------------- | ---- | ---- | -- | ---- |
| Australian Open | –    | 1R   | 1R |      |
| Roland Garros   | 1R   | –    | –  |      |
| Wimbledon       | –    | –    | –  |      |
| US Open         | 1R   | –    | –  |      |

### Gemengd dubbelspel
| Toernooi        | 2008 |
| --------------- | ---- |
| Australian Open | 1R   |
| Roland Garros   | –    |
| Wimbledon       | –    |
| US Open         | –    |